# Maradona (Band)
Maradona ist eine fünfköpfige Rockband aus Köln.

## Bandgeschichte
Tim und Jörg, die 2003 schon als „O2“  gemeinsam gespielt hatten, trafen 2006 bei einem Fußballturnier auf Achim, der Mitglied der Krefelder Band „Strike9“ war, und den Sänger Pete. Sie gründeten die Band Maradona (benannt nach dem argentinischen Fußballspieler Diego Maradona), zu der dann noch der Bassist David stieß, der bis dahin Mitglied von John Q. Public gewesen war.
Schlagzeuger Tim Linderschmidt und Daniel Sluga, die zuvor schon als Produzenten und Remixer zusammengearbeitet hatten, produzierten das Debütalbum der Band. Im Juli 2009 erschien vorab die Single Mexiko, die sich in den deutschen Singles-Charts platzieren konnte.

## Bandmitglieder
- Peter Goeke, Sänger
- Achim Feldbinder, Gitarrist
- David Laplant, Bassist
- Jörg Fricke, Percussionist
- Tim Lindenschmidt, Schlagzeuger

## Diskografie
Alben
- Das Leben ist schön (2009)

Singles
- Mexiko (2009)

## Kritiken
Bei der Presse sorgte das Debütalbum Das Leben ist schön für geteilte Meinungen. Während die Musikwoche schreibt Maradona lassen „ihre musikalischen Muskeln spielen, ohne kraftmeierischen Attitüden anzuhängen und besetzen damit eine Position im Spektrum des intelligenten Rock“, resümiert die Computer Bild, die Band lasse auf ihrem Debütalbum „kaum eine Kraftmeierei aus“. Für VIVA hingegen kann sich das Ergebnis „mehr als nur hören lassen“. Rockszene.de attestiert der Band „street credibility“, da sie „zuweilen charmant, originell [...] und druckvoll rocken“. Music-Scan.de urteilt mit Rock habe die Band „nur peripher zu tun“ und das Album „plätschert dahin [...] und scheitert grandios“.